# Alianța Maghiară din Transilvania
Alianța Maghiară din Transilvania (în maghiară Erdélyi Magyar Szövetség, acronim EMSZ) este un partid politic, reprezentant al minorității maghiare din România. Partidul a fost fondat pe 1 noiembrie 2022, prin fuziunea Partidului Popular Maghiar din Transilvania cu Partidul Civic Maghiar.
Partidul este susținător al autonomiei Ținutului Secuiesc potrivit site-ului oficial. De asemenea Alianța a anunțat că va lupta pentru îndeplinirea obiectivului de autonomie pentru Ținutul Secuiesc în ciuda respingerii proiectelor de autonomie de către parlament.

## Istorie
Alianța Maghiară din Transilvania a fost fondată pe 1 noiembrie 2022, după trei ani de negocieri și un proce de fuziune între PPMT și PCM. După anunțarea noii formațiuni, președintele, János Mezei, a declarat pentru agenția maghiară de presă MTI că președinția sa va dura 2 ani până la primul congres care va alege o nouă conducere. Până atunci, președintele se va concentra pe construirea organizației și pe pergătirea partidului pentru alegerile locale din 2024, a mai declarat.
În ianuarie 2023, János Mezei a fost condamnat definitiv într-un dosar de șantaj. Mai târziu a demisionat din funcția de președinte al partidului ca urmare a condamnării.
În martie 2023, la prima întâlnire a delegaților din cadrul Alianței Maghiare din Transilvania (AMT), care a avut loc la Cristuru Secuiesc, a fost ales în funcția de președinte Zoltán Zakariás. De asemenea, formațiunea politică și-a schimbat sigla.

## Istorie electorală
Pentru alegerile din 2024, Alianța Maghiară din Transilvania, a încheiat un acord cu UDMR pentru a primi locuri eligibile pe listele UDMR de la alegerile europarlamentare, cât și pentru a forma alianțe locale cu UDMR.

### Alegeri locale

#### Rezultate naționale
| Alegeri | Consilieri județeni (CJ) | Consilieri județeni (CJ) | Consilieri județeni (CJ) | Primari | Primari | Primari    | Consilieri locali (CL) | Consilieri locali (CL) | Consilieri locali (CL) | Poziție |
| Alegeri | Voturi                   | %                        | Locuri                   | Voturi  | %       | Locuri     | Voturi                 | %                      | Locuri                 | Poziție |
| ------- | ------------------------ | ------------------------ | ------------------------ | ------- | ------- | ---------- | ---------------------- | ---------------------- | ---------------------- | ------- |
| 2020    | 22,875                   | 0.31                     | 7 / 1.340                | 24,591  | 0.32    | 79 / 3.176 | 29,715                 | 0.40                   | 296 / 39.900           | 15      |
| 2024    | 16.693                   | 0.21                     | 2 / 1.340                | 25.372  | 0.28    | 4 / 3.176  | 30.442                 | 0.35                   | 172 / 39.900           | 18      |

#### Rezultate pe județ
| Alegeri | Județ    | Voturi | %         | Consilieri | +/- | Statut           |
| ------- | -------- | ------ | --------- | ---------- | --- | ---------------- |
| 2024    | Bihor    | 4,221  | 1.56 (#6) | 0 / 34     | ▬ 0 | Extraparlamentar |
| 2024    | Covasna  | 3,182  | 3.73 (#6) | 0 / 30     | ▼ 3 | Extraparlamentar |
| 2024    | Harghita | 9,290  | 7.25 (#3) | 2 / 30     | ▼ 2 | Opoziție         |